# هيلين ريتشي
هيلين ريتشي (بالإنجليزية: Helen Richey)‏ (من مواليد 1909- تُوفيت عام 1947) وهي إحدى الطيارين الإناث الرائدات وأول امرأة يتم تعيينها كطيارة من قبل شركة طيران تجارية في الولايات المتحدة.
ولدت ريتشي في ماكيسبورت بولاية بنسلفانيا. تخرجت من مدرسة ماكيسبورت الثانوية في عام 1927. كان والدها، جوزيف ب. ريتشي، المشرف على المدارس في ماكيسبورت من عام 1902 إلى عام 1935. خلال فترة مراهقتها، كانت ريتشي واحدة من الفتيات القلائل في ماكيسبورت اللواتي ارتدين البنطال. تعلمت كيف تطير في سن العشرين. اشترى لها والدها طائرة عندما حصلت على رخصة الطيران الخاصة بها.
في عام 1933 اشتركت ريتشي مع فرانسس مارساليس للبقاء في الجو لمدة 10 أيام تقريبًا مع إعادة التزود بالوقود في الجو. في عام 1934 ، فازت ريتشي بالسباق الجوي في أول لقاء جوي وطني للنساء في دايتون (أوهايو). أيضا في عام 1934 تم طلب ريتشي بأن تعمل طيارة في شركة الخطوط الجوية المركزية وهي شركة طيران مقرها غرينسبورج، بنسلفانيا والتي أصبحت في نهاية المطاف جزءا من الخطوط الجوية المتحدة. قامت بأول رحلة مدنية منتظمة معها في 31 ديسمبر باستخدام فورد ثلاثية المحرك على طريق واشنطن العاصمة إلى ديترويت. وأُجبرت في نهاية المطاف على التنحي من قمرة القيادة من قبل نقابة الطيارين الذكور.
في مايو 1936 ، قامت هيلين ريتشي، التي كانت تحلق على متن طائرة خفيفة بتسجيل رقم قياسي دولي للطائرات التي تزن أقل من 200 كيلوغرام (440 رطل) حيث وصلت إلى 18.448 قدمًا (5,623 مترًا). أثناء رحلة طيران من مطار الكونغرس إلى مطار الكهوف في نيو ماركت (فيرجينيا). طارت ريتشي بنفس الطائرة التي كان بنيامين كينغ قد طارها لكي تحطم الرقم القياسي السابق.
بعد مغادرة شركة الخطوط الجوية المركزية، واصلت ريتشي أداء العروض الجوية. في عام 1936 تعاونت مع أميليا إيرهارت في سباق جوي عبر القارات «سباق بنديكس». جاءت ريتشي وإيرهارت في المركز الخامس بفوزها على بعض الفرق الذكورية. وفي وقت لاحق، طارت ريتشي مع مساعد النقل الجوي البريطاني خلال الحرب العالمية الثانية.
بالإضافة إلى كونها أول طيارة طيران تجارية، كانت ريتشي أول امرأة تؤدي اليمين في الطيار بالبريد الجوي وأحد أوائل مدربي الطيران الإناث.
توفيت ريتشي في شقتها في مدينة نيويورك في 7 يناير 1947. كان السبب على ما يبدو من جرعة زائدة من حبوب منع الحمل.

## وصلات خارجية
- "Helen Richey: First Female Airline Pilot" at Women In Aviation Resource Center
- Helen Richey Collection at San Diego Air & Space Museum Archives